# Giuseppe Ungaretti
Giuseppe Ungaretti (n. 8 februarie 1888, Alexandria, Egipt – d. 1 iunie 1970, Milano, Italia) este considerat unul dintre cei mai importanți scriitori italieni ai secolului XX. Poet de factură modernistă, jurnalist, eseist și critic, s-a numărat printre exponenții mișcarii literare novatoare numită ermetism. Își publică o parte importantă a operei în perioada războiului, în timp ce era înrolat pe front. Numele i-a fost asociat cu direcții avangardiste precum futurismul sau dadaismul. A fost apropiat al regimului fascist, trecutul său constituind un subiect de aprinse dezbateri.

## Biografie
Giuseppe UNGARETTI s-a născut în Africa, în cartierul periferic Moharrem Bey al orașului Alexandria (Egipt), unde familia sa de origine toscană avea o antrepriză în brutărie. A trăit acolo până la 23 de ani. În 1912 pleacă să studieze în Franța, la Sorbona. Tânărul Ungaretti își regăsește originile peninsulare abia în 1915, când se înrolează voluntar în armata italiană, intrată în primul război mondial. Nu va părăsi frontul decât în 1918, pentru a se transfera cu regimentul său în Franța. Al treilea continent din viața autorului este America Latină. După un popas în Argentina, el va fi profesor de italiană la Universitatea din Sao Paulo, în Brazilia, între 1936 și 1942. 

## Publicații

### Poezie
- Il porto sepolto (1916 și 1923)
- La guerra (1919 și 1947)
- Allegria di naufragi (1919)
- L'allegria (1931)
- Sentimento del tempo (1933)
- Traduzioni (1936)
- Poesie disperse (1945)
- Il dolore (1947)
- La terra promessa (1950)
- Un grido e paesaggi (1952)
- Il taccuino del vecchio (1960)
- Vita di un uomo (1969)

### Proză
- II povero nella città(1949)
- Il Deserto e dopo (1961)

### Traduceri în limba română
- Cele mai frumoase poezii, Editura Tineretului, 1963. Traducere de Miron Radu Paraschivescu și Alexandru Balaci
- Bucuria, Editura Univers, 1988. Traducere de Alexandra Ungureanu
- Viața unui om, Editura Paralela 45, 2010. Traducere de Ilie Constantin [11]

## Premii literare
Ungaretti este laureat al Premiului Internațional Neustadt pentru Literatură, la ediția inaugurală din 1970